# 阿芒斯 (奥布省)
阿芒斯（法語：Amance，法語發音：[amɑ̃s] ⓘ）是法国奥布省的一个市镇，位于该省东部，属于奥布河畔巴尔区。

## 地理
阿芒斯（48°17'40"N, 4°30'55"E）面积22.88 平方千米，位于法国大東部大區奥布省，该省份为法国中北部省份，北起马恩省，西接塞纳-马恩省，西南至约讷省，东南至科多尔省，东临上马恩省。
与阿芒斯接壤的市镇（或旧市镇、城区）包括：迪安维尔、热桑、皮内、拉东维利耶、于尼安维尔、沃雄维利耶、巴尔斯河畔旺德夫尔。
阿芒斯的时区为UTC+01:00、UTC+02:00（夏令时）。

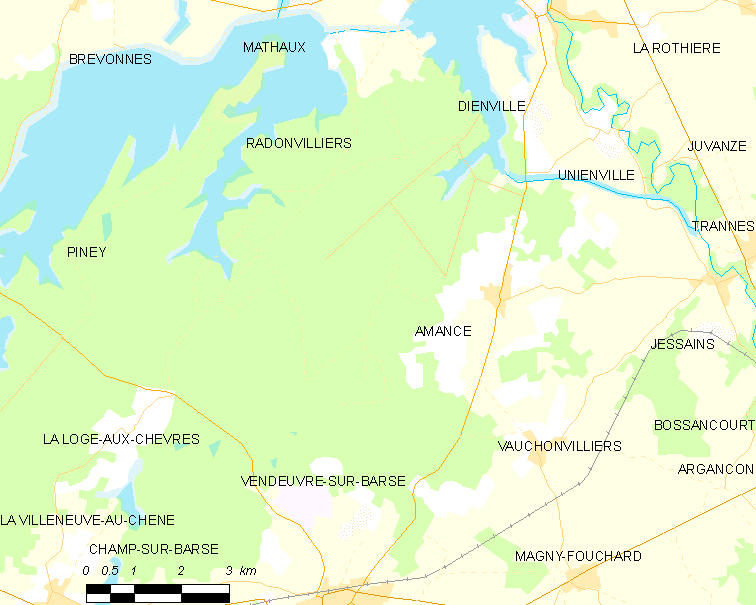
阿芒斯的OSM定位图

## 行政
阿芒斯的邮政编码为10140，INSEE市镇编码为10005。

## 政治
阿芒斯所属的省级选区为巴尔斯河畔旺德夫尔县。

## 交通
奥布省省道D18线、D112线和D443线在境内交汇。

## 人口

1962-2008年间阿芒斯人口变化图示

阿芒斯于2022年1月1日时的人口数量为244人。